# 9592 Clairaut
9592 Clairaut este o planetă minoră (asteroid), cu un diametru de 6,469 km, din centura de asteroizi. A fost descoperită pe 8 aprilie 1991 la Observatorul European Austral de Eric Walter Elst și a fost numită după Alexis-Claude Clairaut. 
Obiectul prezintă o orbită caracterizată de o semiaxă mare de 2,8325681 UAi, o excentricitate de 0,08, o înclinație de 1,12795 ° în raport cu ecliptica.